# 臺灣石櫟
（學名：Lithocarpus formosanus）又名紅校讚、红栲櫕、柳叶柯，是壳斗科石櫟屬的植物，为台灣特有植物。分布在台湾海拔100米至500米的地区，多生长在坡地杂木林中，目前尚未由人工引种栽培。其种加词“formosanus”意为“台湾的”。

## 异名
- Pasania formosana (Skan) Schottky
- Quercus formosana Skan
- Synaedrys formosana (Skan) Koidz.